# Veronica Antal
Veronica Antal (Nisiporești, 7 dicembre 1935 – Hălăucești, 24 agosto 1958) è stata una laica rumena, proclamata nel 2018 beata  dalla Chiesa cattolica, che la considera "martire della purezza", come ad esempio santa Maria Goretti e le beate Antonia Mesina, Teresa Bracco, Pierina Morosini e Anna Kolesárová.

## Biografia
Nasce il 7 dicembre 1935 a Nisiporești, frazione di Botești, in Moldavia, nel nord della Romania, da una famiglia cattolica e contadina, e riceve l'educazione religiosa dalla nonna Zarafina, essendo i genitori impegnati nei campi. Verso  i 16 anni matura la vocazione religiosa, ostacolata però sia dalla famiglia sia dal clima creato dall'ateismo di Stato, che aveva portato alla chiusura delle Congregazioni religiose.
Partecipa allora alla vita pastorale della parrocchia, aderisce alla "Milizia dell'Immacolata" (fondata da san Massimiliano Maria Kolbe) e diventa terziaria francescana, professando privatamente il voto di castità. Ogni mattina raggiunge a piedi, con alcune amiche, la chiesa di Hălăucești per la messa quotidiana. Il 23 agosto 1958, mentre torna a casa da sola, dopo che nel pomeriggio aveva collaborato alla preparazione delle Cresime, viene aggredita da Pavel Mocanu, un giovane del paese, che non riuscendo a violentarla la uccide con quarantadue coltellate. In quei giorni Veronica stava leggendo la biografia di santa Maria Goretti, e aveva confidato alle amiche che, al suo posto, si sarebbe comportata allo stesso modo.

## Il culto
La causa di beatificazione fu aperta il 25 novembre 2003, e l'inchiesta diocesana si chiuse il 12 novembre 2006. Il 26 gennaio 2018 papa Francesco autorizzò la promulgazione del decreto con cui Veronica Antal fu ufficialmente dichiarata martire. La beatificazione avvenne il 23 settembre 2018, presso la chiesa della Dormizione della Vergine Maria a Nisiporeşti.